# Amie Jarju
Amie Jarju (* 15. September 1996) ist eine gambische Fußballspielerin.

## Verein
Mindestens von 2005 bis 2009 spielte sie für den Company Ten FC. Mindestens seit 2012 spielt sie für den Interior FC.

## Nationalteam
Ende 2007 und 2009 gehörte sie einer Vorauswahl an, aus der ein gambisches Nationalteam der Frauen entstehen sollte.
2012 war sie Spielführerin des U-17-Team, das sich für die U-17-Fußball-Weltmeisterschaft der Frauen in Aserbaidschan qualifizieren konnte. Das Team verlor alle drei Gruppenspiele deutlich und wurde Gruppenletzter.
Ende Januar 2014 sollte sie in einem Freundschaftsspiel gegen Guinea-Bissau eingesetzt werden, das jedoch kurzfristig abgesagt wurde. Im August 2017 stand sie für ein Freundschaftsspiel gegen Kap Verde im Kader des gambischen Nationalteams der Frauen, das ebenfalls abgesagt wurde.
Am 16. September 2017 stand sie bei Gambias erstem offiziellen internationalen Spiel gegen Guinea-Bissau im Kader.
Bei der Qualifikation für den Afrika-Cup der Frauen 2018 trat sie mit dem gambischen Team an. Das Team schied in der zweiten Runde gegen Nigeria aus, das später den Titel gewann.